# 滝の焼餅

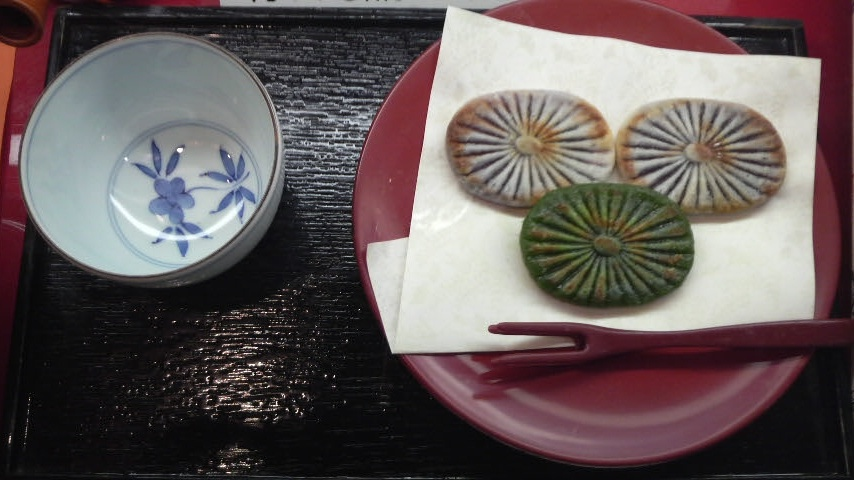
滝の焼餅

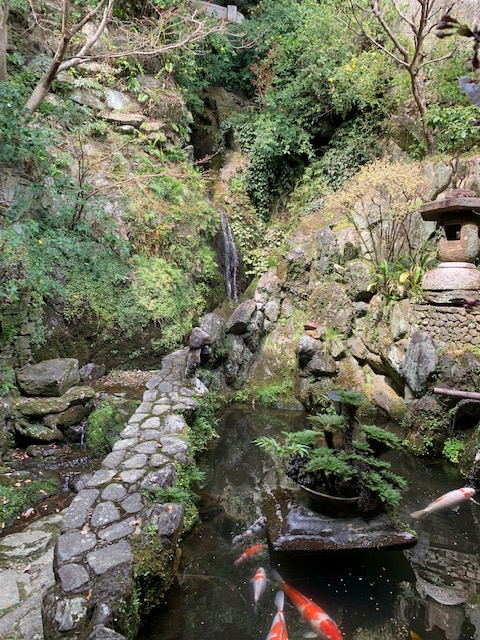
和田乃屋本店から眺める白糸の滝

滝の焼餅（たきのやきもち）は、徳島県徳島市を中心に製造・販売されている銘菓（和菓子）。「とくしま市民遺産」及び「とくしま特選ブランド（加工食品部門）」の1つ。

## 概要
天正13年（1585年）、蜂須賀家政が徳島城を築城した際に献上されたと伝わる、藩主の御用菓子とされた餅菓子。眉山にある白糸の滝が名前の由来である。
眉山の中腹から湧く錦竜水を使って作られ、もち米とうるち米の粉をこねて作った皮に漉し餡を詰め、最後に菊紋を押して焼き上げる。